# Fence (Wisconsin)
Fence es un pueblo ubicado en el condado de Florence, en el estado estadounidense de Wisconsin. En el Censo de 2010, tenía una población de 192 habitantes, y una densidad poblacional de 0,82 personas por kilómetro cuadrado.

## Geografía
Fence se encuentra ubicado en las coordenadas 45°47′18″N 88°29′39″O / 45.78833, -88.49417. Según la Oficina del Censo de los Estados Unidos, Fence tiene una superficie total de 233.11 km², de la cual 231.54 km² corresponden a tierra firme y (0.67 %) 1.57 km² es agua.

## Demografía
Según el censo de 2010, había 192 personas residiendo en Fence. La densidad de población era de 0,82 hab./km². De los 192 habitantes, Fence estaba compuesto por el 94.27 % de blancos, el 0 % de negros, el 2.6 % de amerindios, el 0 % de asiáticos, el 0 % de isleños del Pacífico, el 3.13 % de otras razas, y el 0 % de dos o más razas. Del total de la población, el 3.65 % eran hispanos o latinos de cualquier raza.